# Borsalino (bedrijf)

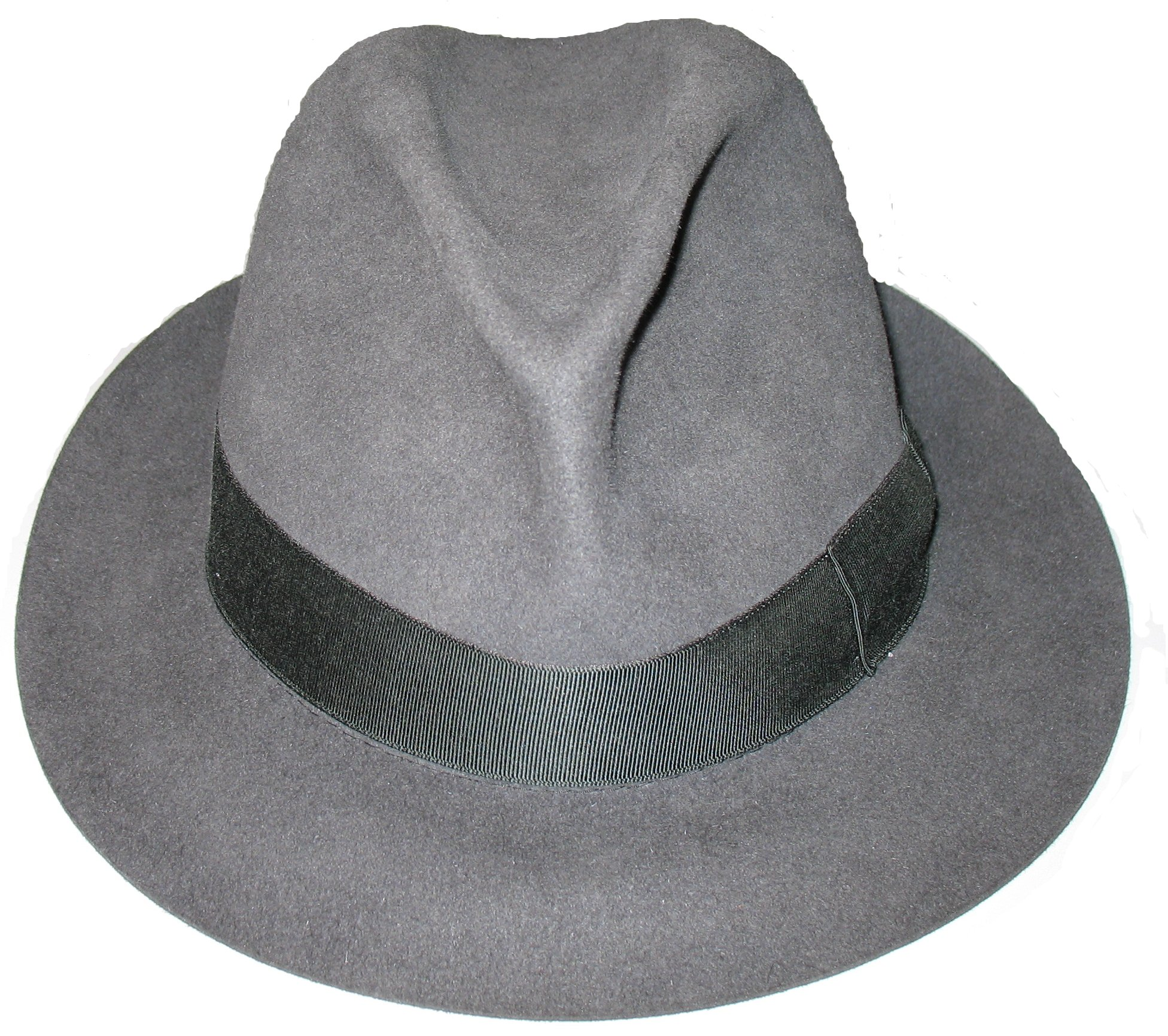
Een fedora gemaakt door Borsalino

Borsalino is een hoedenmakerij en kledingmerk, die vooral bekend is vanwege hun deukhoeden van vilt, op zijn beurt gemaakt van het haar van konijn of haas.. Het bedrijf werd op 4 april 1857 opgericht door de Italiaan Giuseppe Borsalino. Het bedrijf produceert een groot aantal artikelen naast hoeden, waaronder horloges, motorhelmen, kleding, dassen en parfum.
Borsalino is een gedeponeerd merk en een hoed mag enkel die naam dragen wanneer hij gemaakt is in Alessandria, de thuisbasis van Giuseppe Borsalino. Borsalino wordt ondertussen niet alleen gebruikt als merknaam, maar ook in de volksmond als soortnaam. Ondertussen zijn er reeds 2700 verschillende modellen van het merk op de markt gebracht. Op het hoogtepunt - in de jaren 20 - werkten er meer dan 3000 personen in het bedrijf en maakte men er jaarlijks 2 miljoen hoeden. Borsalino behaalde onderscheidingen op de Exposition Universelle in 1900, in Brussel in 1910, Turijn in 1911 en nogmaals in Parijs in 1931. In december 2017 werd bekendgemaakt dat Borsalino failliet is verklaard. Waarna het bedrijf een paar maanden later weer een doorstart maakte.